# Wioślarstwo na Letnich Igrzyskach Olimpijskich 2008 – dwójka bez sternika kobiet
Dwójka bez sternika kobiet (W2-) – konkurencja rozgrywana podczas Letnich Igrzysk Olimpijskich 2008 w Pekinie między 9 a 16 sierpnia w Parku Olimpijskim Shunyi.

## Harmonogram konkurencji
Wszystkie godziny w standardowym czasie chińskim (UTC+8)
| Godzina                  | Wydarzenie  | Runda      |
| ------------------------ | ----------- | ---------- |
| Sobota, 9 sierpnia 2008  | 15:50-16:10 | Eliminacje |
| Wtorek, 12 sierpnia 2008 | 17:20-17:40 | Repasaże   |
| Piątek, 15 sierpnia 2008 | 17:10-17:20 | Finał B    |
| Sobota, 16 sierpnia 2008 | 16:10-16:20 | Finał A    |

## Medaliści
| Złoto  | Rumunia · Georgeta Damian · Viorica Susanu |
| Srebro | Chiny · Wu You · Gao Yulan                 |
| Brąz   | Białoruś · Julija Biczyk · Natalla Helach  |

## Wyniki

### Eliminacje
Reguła kwalifikacji: 1 → FA, 2.. → R

#### Eliminacje 1
| Miejsce | Zawodnik                      | Kraj          | Czas              | Uwagi |
| ------- | ----------------------------- | ------------- | ----------------- | ----- |
| 1       | Julija Biczyk, Natalla Helach | Białoruś      | 7:24,47           | FA    |
| 2       | Juliette Haigh, Nicola Coles  | Nowa Zelandia | 7:31,45           | R     |
| 3       | Wu You, Gao Yulan             | Chiny         | 7:32,50           | R     |
| 4       | Kim Crow, Sarah Cook          | Australia     | 7:44,04           | R     |
| 5       | Zoe Hoskins, Sabrina Kolker   | Kanada        | Łódź poniżej wagi | R     |

#### Eliminacje 2
| Miejsce | Zawodnik                               | Kraj              | Czas    | Uwagi |
| ------- | -------------------------------------- | ----------------- | ------- | ----- |
| 1       | Georgeta Andrunache, Viorica Susanu    | Rumunia           | 7:22,69 | FA    |
| 2       | Lenka Wech, Maren Derlien              | Niemcy            | 7:28,66 | R     |
| 3       | Louisa Reeve, Olivia Whitlam           | Wielka Brytania   | 7:29,88 | R     |
| 4       | Portia McGee, Anna Cummins             | Stany Zjednoczone | 7:29,95 | R     |
| 5       | Inene Pascal-Pretre, Stéphanie Dechand | Francja           | 7:42,92 | R     |

### Repasaże
Reguła kwalifikacji: 1-2 → FA, 3.. → FB

#### Repasaże 1
| Miejsce | Zawodnik                               | Kraj            | Czas    | Uwagi |
| ------- | -------------------------------------- | --------------- | ------- | ----- |
| 1       | Juliette Haigh, Nicola Coles           | Nowa Zelandia   | 7:32,64 | FA    |
| 2       | Louisa Reeve, Olivia Whitlam           | Wielka Brytania | 7:34,54 | FA    |
| 3       | Kim Crow, Sarah Cook                   | Australia       | 7:38,48 | FB    |
| 4       | Inene Pascal-Pretre, Stéphanie Dechand | Francja         | 7:41,87 | FB    |

#### Repasaże 2
| Miejsce | Zawodnik                    | Kraj              | Czas    | Uwagi |
| ------- | --------------------------- | ----------------- | ------- | ----- |
| 1       | Wu You, Gao Yulan           | Chiny             | 7:23,71 | FA    |
| 2       | Lenka Wech, Maren Derlien   | Niemcy            | 7:27,02 | FA    |
| 3       | Portia McGee, Anna Cummins  | Stany Zjednoczone | 7:32,26 | FB    |
| 4       | Zoe Hoskins, Sabrina Kolker | Kanada            | 7:40,22 | FB    |

### Finały

#### Finał B
| Miejsce | Zawodnik                               | Kraj              | Czas    | Uwagi |
| ------- | -------------------------------------- | ----------------- | ------- | ----- |
| 1       | Portia McGee, Anna Cummins             | Stany Zjednoczone | 7:33,17 |       |
| 2       | Inene Pascal-Pretre, Stéphanie Dechand | Francja           | 7:36,25 |       |
| 3       | Zoe Hoskins, Sabrina Kolker            | Kanada            | 7:37,27 |       |
| 4       | Kim Crow, Sarah Cook                   | Australia         | 7:40,93 |       |

#### Finał A
| Miejsce | Zawodnik                            | Kraj            | Czas    | Uwagi |
| ------- | ----------------------------------- | --------------- | ------- | ----- |
|         | Georgeta Andrunache, Viorica Susanu | Rumunia         | 7:20,60 |       |
|         | Wu You, Gao Yulan                   | Chiny           | 7:22,28 |       |
|         | Julija Biczyk, Natalla Helach       | Białoruś        | 7:22,91 |       |
| 4       | Lenka Wech, Maren Derlien           | Niemcy          | 7:25,73 |       |
| 5       | Juliette Haigh, Nicola Coles        | Nowa Zelandia   | 7:28,80 |       |
| 6       | Louisa Reeve, Olivia Whitlam        | Wielka Brytania | 7:33,61 |       |